# Bleke mollisia
De bleke mollisia (Mollisia discolor) is een schimmel uit de familie Mollisiaceae. Hij groeit saprotroof op dood loofhout. Met name op twijgen (<1 cm) van eiken (Quercus).

## Kenmerken

### Uiterlijke kenmerken
De vruchtlichamen hebben een diameter tot 1,5 mm. Ze groeien in clusters door spleetjes in de bast van dode takken. Het hymenium is in natte toestand grijsbruin, maar wordt geelbleek na opdroging.

### Microscopische kenmerken
De asci zijn achtsporig en kleuren in jodium. Ze meten 55-92 × 5-6,5 µm. De parafysen zijn cilindrisch en meten 2 tot 2,5 µm.
Er zijn twee variëteiten bekend:
- Mollisia discolor var. discolor heeft sporen van 7-9,5 × 2-3 µm, die uitsluitend zou voorkomen op takken van de rode kornoelje.
- Mollisia discolor var. longispora heeft sporen van 9-16 × 2-2,5 µm, die voorkomt op andere loofbomen en struiken.

## Verspreiding
De bleke mollisia komt voor in Europa en Noord-Amerika. Er zijn ook waarnemingen bekend uit Japan en Nieuw-Zeeland. In Nederland komt hij vrij zeldzaam voor.